# NGC 1139
NGC 1139 è una vasta e lontana galassia a spirale barrata situata nella costellazione dell'Eridano, a una distanza di circa 498 milioni di anni luce dalla nostra Via Lattea.

## Scoperta
La galassia è stata scoperta il 1 gennaio 1886 dall'astronomo statunitense Francis Leavenworth.

## Descrizione
NGC 1139 veniva da taluni indicata come galassia lenticolare, ma le recenti immagini ottenute con la DECam della Dark Energy Survey mostrano chiaramente che si tratta di una galassia a spirale barrata, con i due bracci che si dipartono dalla barra centrale.
Data la sua luminosità superficiale pari a 14,56, NGC 1139 può essere classificata come una galassia a bassa luminosità superficiale (nella letteratura in lingua inglese abbreviata in LSB, acronimo di Low Surface Brightness). Le galassie LSB sono galassie di tipo diffuso (D) con una luminosità superficiale inferiore di almeno una magnitudine a quella del cielo notturno circostante.

## Supernova
Il 2 ottobre 2000, all'interno di NGC 1139 è stata scoperta la supernova SN 2000dp da S. Beckmann e W. D. Li dell'Università della California - Berkeley nel corso del programma LOSS (Lick Observatory Supernova Search) dell'Osservatorio Lick. La supernova è stata classificata di tipo Ia.